# London (travhäst)
London, född 30 juli 2021, är en fransk varmblodig travhäst. Hon tränas och körs av Mathieu Mottier.
Hon började tävla 2023 och inledde med en seger. Hon har hittills sprungit in 283 970 euro på 18 starter varav 5 segrar, 3 andraplatser och 1 tredjeplats.
Hon har tagit karriärens hittills största seger i Prix de Sélection (2025). Hon har även segrat i Prix d'Istres (2024) och på andraplats i Prix Reine du Corta (2024), Prix de Troyes (2024) och Prix Uranie (2024) samt på tredjeplats i Prix des Freesias (2023).

## Statistik
| Statistik för London (Ref.) | Statistik för London (Ref.) | Statistik för London (Ref.) | Statistik för London (Ref.) | Statistik för London (Ref.) | Statistik för London (Ref.) |
| --------------------------- | --------------------------- | --------------------------- | --------------------------- | --------------------------- | --------------------------- |
| Starter                     | Placeringar                 | Startprissumma              | Segerprocent                | Platsprocent                | Rekord                      |
| 18                          | 5-3-1                       | 283 970 euro                | 28 %                        | 50 %                        | 1.10,6ak,                   |

### Större segrar
| År   | Lopp              | Kusk            | Vinstbelopp | Grupp   |
| ---- | ----------------- | --------------- | ----------- | ------- |
| 2024 | Prix d'Istres     | Mathieu Mottier | 31 500 EUR  | Grupp 3 |
| 2025 | Prix de Sélection | Mathieu Mottier | 108 000 EUR | Grupp 1 |